# Gare de Verceil
La gare de Verceil (en italien, Stazione di Vercelli), est une gare ferroviaire italienne des lignes de Turin à Milan, de Vercelli à Casale Monferrato et de Vercelli à Pavie. Elle est située dans la ville de Verceil, chef-lieu de la province de Verceil dans la région du Piémont.

## Situation ferroviaire
Établie à environ 129 mètres d'altitude, la gare de bifurcation de Verceil est située au point kilométrique (PK) 49,796 de la ligne de Turin à Milan entre les gares ouvertes de San-Germano-Vercellese (s'intercale la gare fermée d'Olcenengo) et de Borgo-Vercelli, elle est également l'origine des lignes de Vercelli à Casale Monferrato et de Vercelli à Pavie.

## Histoire

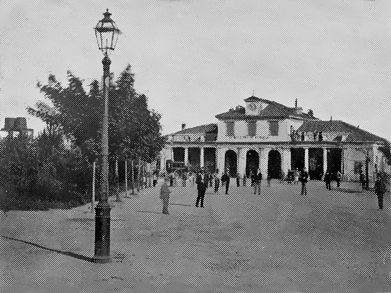
Bâtiment principal de 1855 dans son état d'origine (avant 1875)

La station de Verceil est mise en service le 6 mars 1855 par la Società della ferrovia da Torino a Novara, lorsqu'elle ouvre à l'exploitation la section de Novare à Verceil de sa ligne de Turin à Novare.
Station de première classe, elle dispose de plusieurs édifices et matériels : le bâtiment voyageurs à une base rectangulaire, de 40 m sur 7 m, avec un étage au centre, un bâtiment pour les marchandises de 40 m sur 15 m, une remise de 40 m sur 4 m, on y trouve également deux plaques tournantes, de 3,5 m et 4,5 m de diamètre, et une grue hydraulique
En 1856, la ligne de Turin à Novare est officiellement inaugurée le 20 octobre et exploitée par la Compagnie du chemin de fer Victor-Emmanuel qui a absorbé par fusion la compagnie d'origine.

## Service des voyageurs

### Accueil
Gare RFI, classée argent, elle dispose d'un important et ancien bâtiment voyageurs géré par Centostazioni S.p.A.. Elle propose des services d'une grande gare, notamment : des guichets ouverts tous les jours, une salle d'attente et des automates pour l'achat de titres de transports.
La traversée des voies et l'accès aux quais s'effectuent par un passage souterrain.

### Desserte
Verceil est une importante gare voyageurs desservie par de nombreux trains majoritairement exploités par Trenitalia. Notamment des trains grandes lignes Frecciabianca, intercity et des trains régionaux rapides RV (Regional Veloce), qui ne s'arrêtent pas à toutes les gares, et régionaux R qui s'arrêtent généralement à toutes les gares.
Desserte par des trains grandes lignes nationaux : des trains Trenitalia : Frecciabianca (FB) sur les relations Turin-Porta-Nuova - Trieste-centrale ou Venise-Santa-Lucia ; et des trains Intercity (IC et ICN) de la relation Turin-Porta-Nuova - Reggio-de-Calabre ou Salerne.
Desserte par des trains Trenitalia régionaux rapides (RV), sur les relations : Turin-Porta-Nuova (ou Turin-Porta-Susa) - Milan-Centrale et Turin-Lingotto - Milan-Porta Garibaldi.
Desserte par des trains Trenitalia régionaux (R) sur les relations : Chivasso - Novare, Ivrée - Novare,
Verceil - Pavie ou Mortara, et Verceil - Casale-Monferrato.

## Traduction
- (en) Cet article est partiellement ou en totalité issu de l’article de Wikipédia en anglais intitulé « Vercelli railway station » (voir la liste des auteurs).